# NHK鹿儿岛放送局
NHK鹿儿岛放送局，又译NHK鹿儿岛广播电视台，是日本放送協會位於鹿儿岛縣鹿儿岛市、負責主管鹿儿岛縣當地事務的地方广播电视台（放送局）。

## 频道频率一览

### 电视频道
- NHK综合频道（呼号JOHG-DTV）
- NHK教育频道（呼号JOHV-DTV）

### 广播频率
- NHK第一套广播（呼号JOHG）
- NHK第二套广播（呼号JOHC）
- NHK调频广播（呼号JOHG-FM）

## 外部連結
- NHK鹿児島放送局 （页面存档备份，存于）